# 2034 Bernoulli
2034 Bernoulli (1973 EE) là một tiểu hành tinh vành đai chính được phát hiện ngày 5 tháng 3 năm 1973 bởi P. Wild ở Zimmerwald.